# 純白Sanctuary
《純白Sanctuary》（日文：純白サンクチュアリィ）為茅原實里重新開始歌手活動後發行的第一張單曲。

## 概要
- 以本人名義、本人單獨發行的CD來說，與2005年1月發售的相隔約有2年。
- 並且從這張單曲開始，唱片公司從愛貝克思移到Lantis。
- 2007年12月26日發售的《Message 01》中製作並收錄了該樂曲的音樂錄影帶。
- 簡稱為「純白」。

## 收錄曲
1. 純白Sanctuary
  - 作詞：畑亞貴／作曲：菊田大介／編曲：菊田大介
  - 日本電視動畫『Kiddy Grade 2 Pilot DVD』主題曲
2. Peace of mind〜人魚的細語（日文：Peace of mind〜人魚のささやき）
  - 作詞：椎名可憐／作曲：鈴木盛廣／編曲：藤田淳平
  - 『茅原實里的radio minorhythm』初代片尾曲
3. 純白Sanctuary（off vocal）
4. Peace of mind〜人魚的細語（off vocal）

## 外部連結
- （日語）茅原實里 官方網站